# Artefactualismo
 Se entiende por artefactualismo, o visión artefactualista, a la corriente epistemológica que le da lugar central a la técnica, como productora útil y eficiente de artefactos, y la distingue de la ciencia, pues esta última es la encargada de producir nuevo conocimiento, mientras que la técnica no tiene potencial cognitivo.
 La palabra artefactualismo, deriva claramente de la palabra artefacto, debido a la importancia de estos en el pensamiento artefactualista, el cual se extiende a diversas áreas del conocimiento. El término artefactualismo es frecuentemente usado en la discusión acerca de la tecnología, para describir una visión de esta que abarca exclusivamente los artefactos como tecnologías, excluyendo las ideas y las organizaciones sociales. 

## Artefactualismo en la tecnología
La tecnología suele ser dividida en tecnologías duras y blandas, siendo las tecnologías duras aquellas que representan un objeto material tangible, mientras que se denominan tecnologías blandas a las que no son tangibles, tal es el caso de las organizaciones sociales, de los diseños, o de la logística y administración, entre otras. Al hacer esta distinción se llamaría artefactualismo a aquella visión de que solo las tecnologías duras son tecnologías, excluyendo a las tecnologías blandas pues estas corresponderían más bien a la ciencia, en lo que se denomina las ciencias blandas.
 La imagen artefactualista es considerar como tecnologías exclusivamente a los artefactos, objetos creados con un determinado propósito o para suplir cierta necesidad, lo que implica ver la tecnología como un medio para un fin, un canal mediante el cual el ser humano pueda satisfacer deseos o necesidades, visto de este modo, la tecnología posee un carácter meramente neutro, es decir que no es buena ni mala, pues es el usuario quien define lo que hará con dicha tecnología y es él quien debe considerar las posibles consecuencias de lo que haga. Esto ha sido tema de debate durante mucho tiempo, y existe una rama de la filosofía que se encarga de estudiarlo, la tecnoética.
De este modo una buena definición artefectualista de Tecnología sería:

Tecnología es el conjunto de objetos, artefactos y herramientas, creados por el humano para suplir una necesidad o deseo en particular.

 El artefactualismo suele venir de la mano con el determinismo, esto se debe a que los postulados principales del determinismo sostienen que la aparición de una nueva tecnología impacta a la sociedad y la cultura en que se encuentra, determinando cierto camino por el que se guiará en un futuro dicha sociedad, es más común dar ejemplos de artefactos que revolucionan la historia, como pasa en el caso de la revolución industrial, que de tecnologías blandas logrando revoluciones de este tipo o magnitud, -lo que no quiere decir que no existan- por lo que es fácil tender a asociar ambos conceptos, artefactualismo y determinismo, pero definitivamente son dos conceptos muy diferentes, y no es necesario que ambos estén presentes en alguna determinada forma de pensar, así como tampoco son excluyentes.
 Como ya fue mencionado, el artefactualismo considera a la técnica como la productora útil y eficiente de artefactos, es decir que la tecnología no es más que un conjunto de artefactos al servicio de las leyes de beneficio y utilidad de las economías correspondientes, lo cual puede no ser lo más deseado por una determinada sociedad, y es por esto que esta postura frente a la tecnología suele ser criticada. El autor Langdon Winner aborda este y otros debates a lo largo de debates, en particular la publicación "Do the artefacts have politics?" discute acerca de la neutralidad de los artefactos mediante una perspectiva artefactualista.

### Política y artefactos

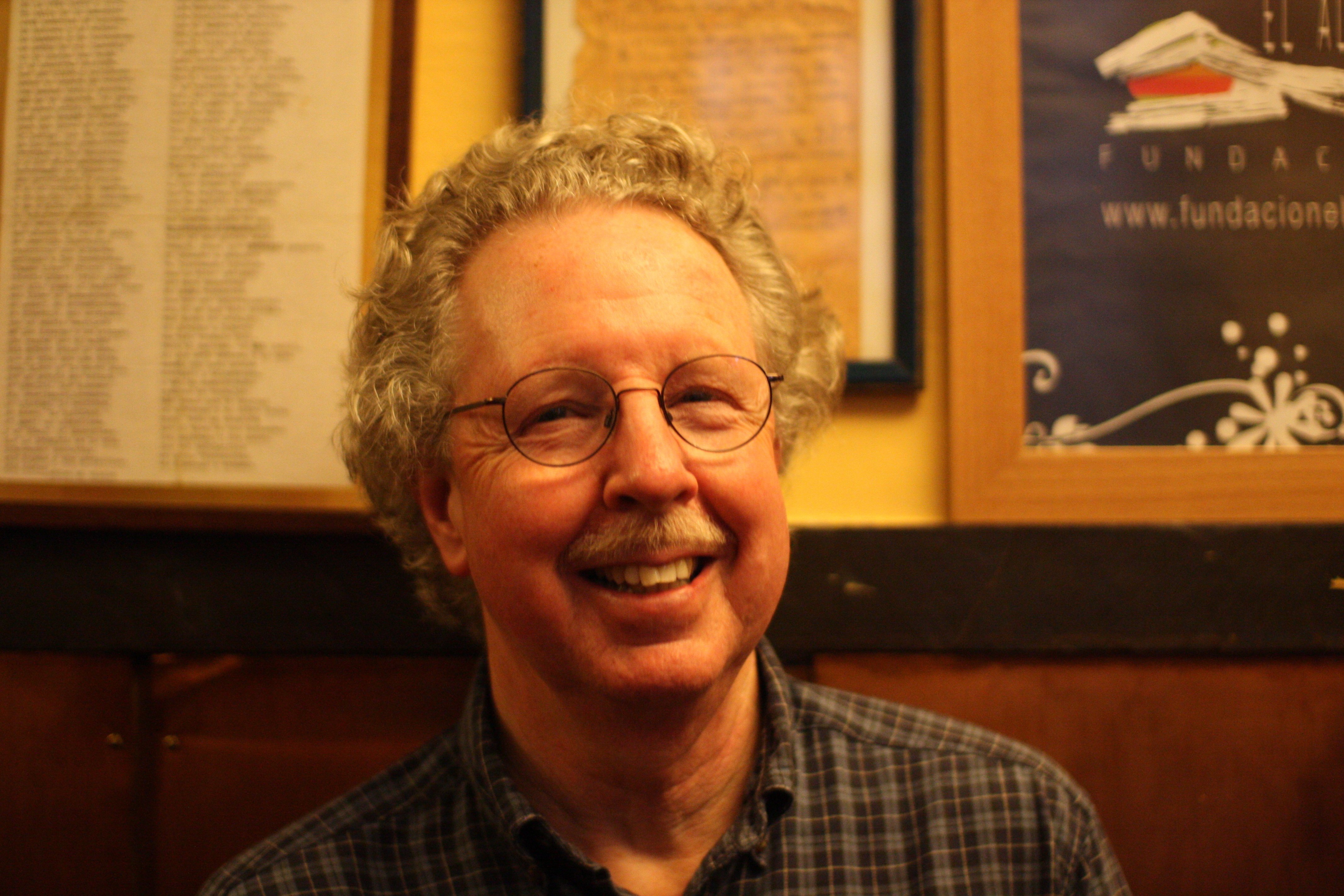
Langdon Winner

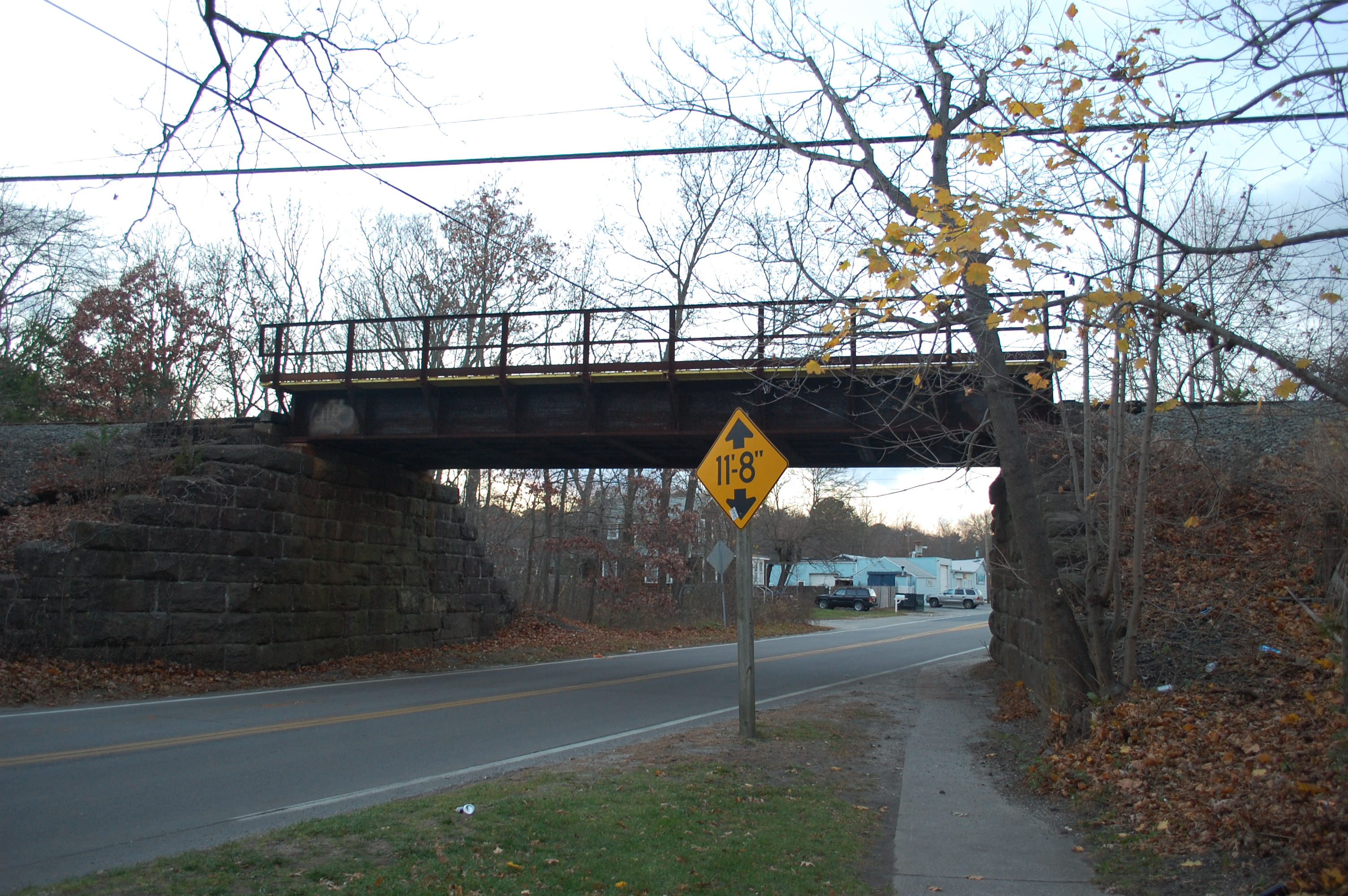
Paso elevado en Long Island

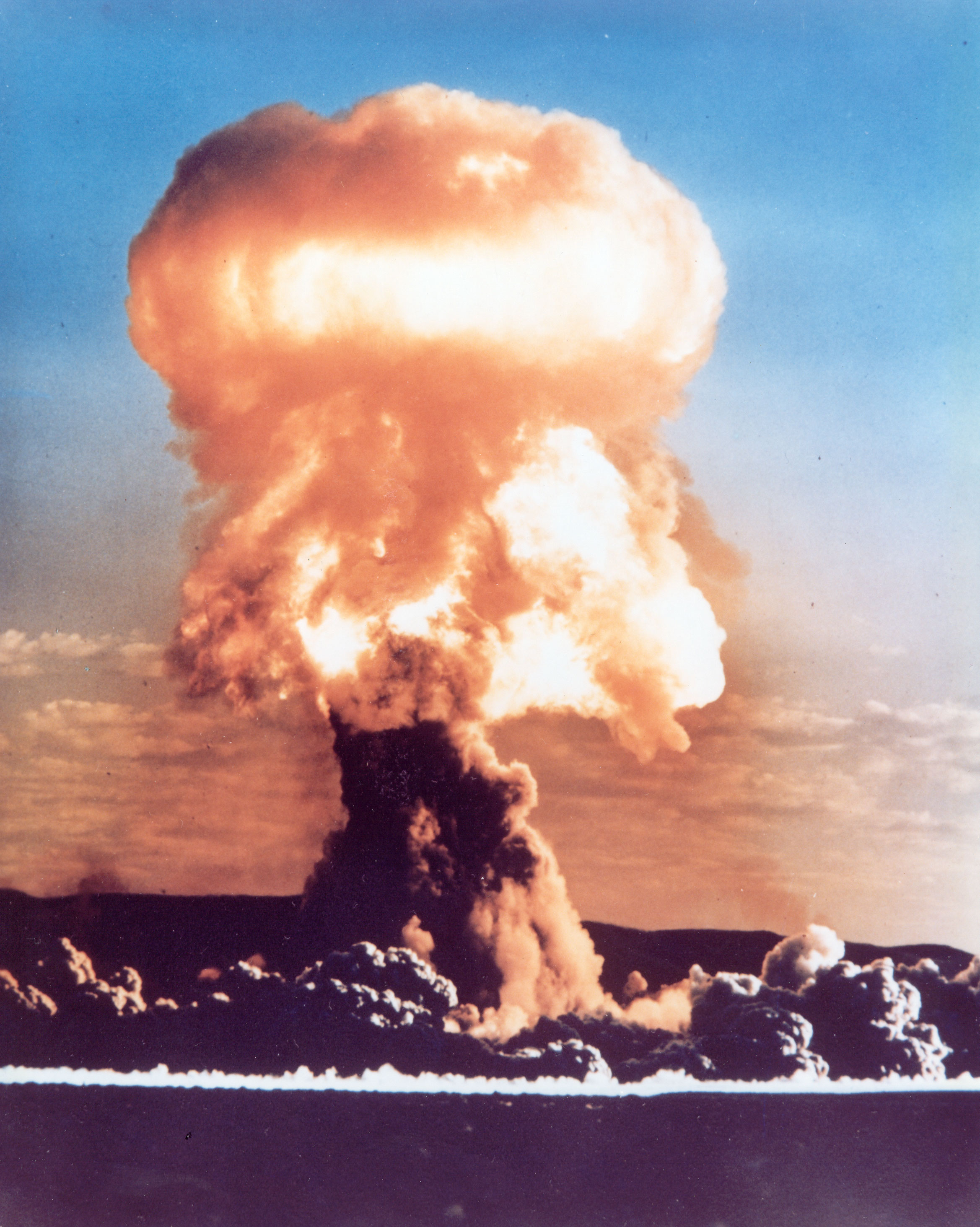
Explosión atómica.

Un debate controversial a lo largo de la historia ha sido respecto a asignarle valores intrínsecos a las tecnologías, o ideologías, o política. Winner escribe en más de una ocasión acerca de esto exponiendo un gran número de argumentos acerca de si la tecnología tiene o no política, a continuación se resumen algunos de los más importantes, expuestos en el erticulo "Do the artefacts have politics" donde el autor aborda estas temáticas desde una visión artefactualista.
 Primero debe estar claro el concepto de política, el cual puede ser entendido como:

"Los acuerdos de poder y autoridad en las asociaciones humanas, así como a las actividades que tienen lugar dentro de dichos acuerdos."
(Langdon Winner, 1986)

 El autor denomina ingenuo creer que una tecnología dura, un aparato, un artefacto, pudiese tener un aspecto político intrínseco, esto debido a que los entes políticos son los humanos y no los objetos, estos últimos no pueden tener opinión ni actuar en determinado sentido, e incluso si lo hicieran -inteligencia artificial- no podrían ser considerados políticos pues no se cumpliría con la definición citada de la política. 
 Muchos autores explican que al debatir acerca de la política o la ética de cierto artefacto lo que importa no es el artefacto como tal sino que importan las condiciones sociales, culturales y económicas del entorno en el que dicha tecnología se desarrolla o utiliza, para Winner este principio es la base de un pensamiento que él denomina "determinismo social" de la tecnología", una forma de pensar menos radical que el determinismo tecnológico, pero que lleva la discusión desde si el objeto tiene o no política, a debatir si la sociedad tiene o no política, una discusión innecesaria y, en todo caso, diferente de la discusión inicial.
 Para Winner existen dos clases de artefactos que poseen una política intrínseca, el primer tipo está conformado por aquellos cuyo diseño o producción tenía involucradas condiciones claramente políticas, ejemplificado con el conocido ejemplo de los puentes de Long Island, en donde Robert Moses, el arquitecto a cargo del proyecto los diseño particularmente bajos, para asegurar que no pudiesen pasar autobuses bajo ellos, evitando así que zonas de especial interés turístico o cultural, no fuesen visitadas por personas de clase media-baja que se transportaba en medios de locomoción públicos, en este caso si bien la tecnología son los puentes, el arquitecto tenía claras intenciones al momento de diseñarlos, por lo que para Winner estos puentes tienen connotación política evidente, la cual ha sido otorgada por el arquitecto. 
 El segundo grupo lo constituyen aquellos objetos que son fuertemente compatibles con un orden sociopolítico, o simplemente necesitan de uno, ejemplo de esto es el caso de la bomba atómica, el cual requiere para el autor, o al menos necesita fuertemente, una estructura jerárquica fuerte para su seguro almacenaje y fabricación, pues podría traer consecuencias fatales en una estructura más abierta donde pudiese ser usada o mal manipulada por alguien que no esté consciente del potencial destructivo que esta posee. Para el ya citado autor esta clase de objetos y en general todos los artefactos avanzados de alta tecnología modernos, son más compatibles con sistemas jerárquicos centralizados, que con otra clase de organización más igualitaria, lo cual no impide su desarrollo en esta última clase de sociedades, pero sugiere para Winner una tendencia política de los artefactos, de la tecnología. 
 Alfred Chandler, en 1977 publicó "The visible hand", un estudio acerca las empresas de esa época en donde da más de un ejemplo de artefactos que solo son posibles si la estructura de la empresa u organización que los desarrolla es centralizado y/o jerárquico, validando la teoría de que existen artefactos inherentemente políticos.

### Otras visiones de la tecnología
Existe una suerte de contraparte del artefactualismo, una visión diferente de la tecnología que fluye por un camino paralelo, se trata del intelectualismo, desde esta postura la tecnología corresponde exclusivamente a ciencia aplicada, por lo que el fruto de las ciencias blandas también son tecnologías, las tecnologías blandas, abarcando así un aspecto más amplio de la gama de creaciones humanas, pero desde un enfoque diferente, más ligado al constructivismo social, debido a que este explica que es la sociedad la que determina el camino a seguir por la tecnología, es usual que se explique de este modo la aparición de nuevas tecnologías al hablar desde una perspectiva intelectualista, pero eso no quiere decir que sea siempre de esa manera, pues al igual que la relación artefactualismo-determinismo, no son ni excluyentes ni incluyentes.
 Según el intelectualismo la tecnología se define como:

Tecnología es ciencia aplicada para resolver problemas o suplir necesidades humanas.

 Además existe otro enfoque para analizar la tecnología, el enfoque sistémico, el cual define a las tecnologías como sistemas, los cuales están compuestos por un gran número de componentes, pueden ser artefactos, organizaciones, asuntos científicos, artefactos legislativos, e igualmente recursos naturales, abarcando así un número un mayor de tecnologías.
 Por lo tanto podemos entender el enfoque sistémico de la tecnología de la siguiente forma:

Tecnología es el conjunto de sistemas tecnológicos, compuestos por complejos y heterogéneos componentes, diseñados para y por la humanidad.

 El problema común que tienen los distintos enfoques, es cómo evaluar y/o contrastar el riesgo tecnológico que pudiese estar asociado a la evolución o apropiación tecnológica, esto ha sido tema de preocupación a lo largo de la historia, una gran cantidad de autores han escrito y analizado esto desde la tecnoética.

## Artefactualismo en la literatura
En la literatura suelen encontrarse dos corrientes o posturas acerca de la existencia de los personajes de ficción, la realista y la irrealista, entre las teorías realistas se encuentra la teoría artefactual de Amie Thomasson, esta postula que los personajes de ficción son artefactos abstractos creados y dependientes, cuya dependencia es doble, parte histórica con el autor que los crea, en un determinado punto de la historia de la humanidad con una temporalidad simple, acorde a su propia historia, por otra parte la dependencia también es constante con las copias de la obra que los contienen, y a estas copias deben su existencia, es decir, el autor los crea y las obras los mantienen, existiendo así hasta que dichas obras dejen de existir, en cuyo caso también dicha ficción, dichos personajes, dejarían de existir, de esta manera Thomasson concibe la vida y muerte de las ficciones como artefactos abstractos.